# Совка ленточная средняя
Совка ленточная средняя (лат. Noctua comes) — ночная бабочка из семейства совок.

## Описание

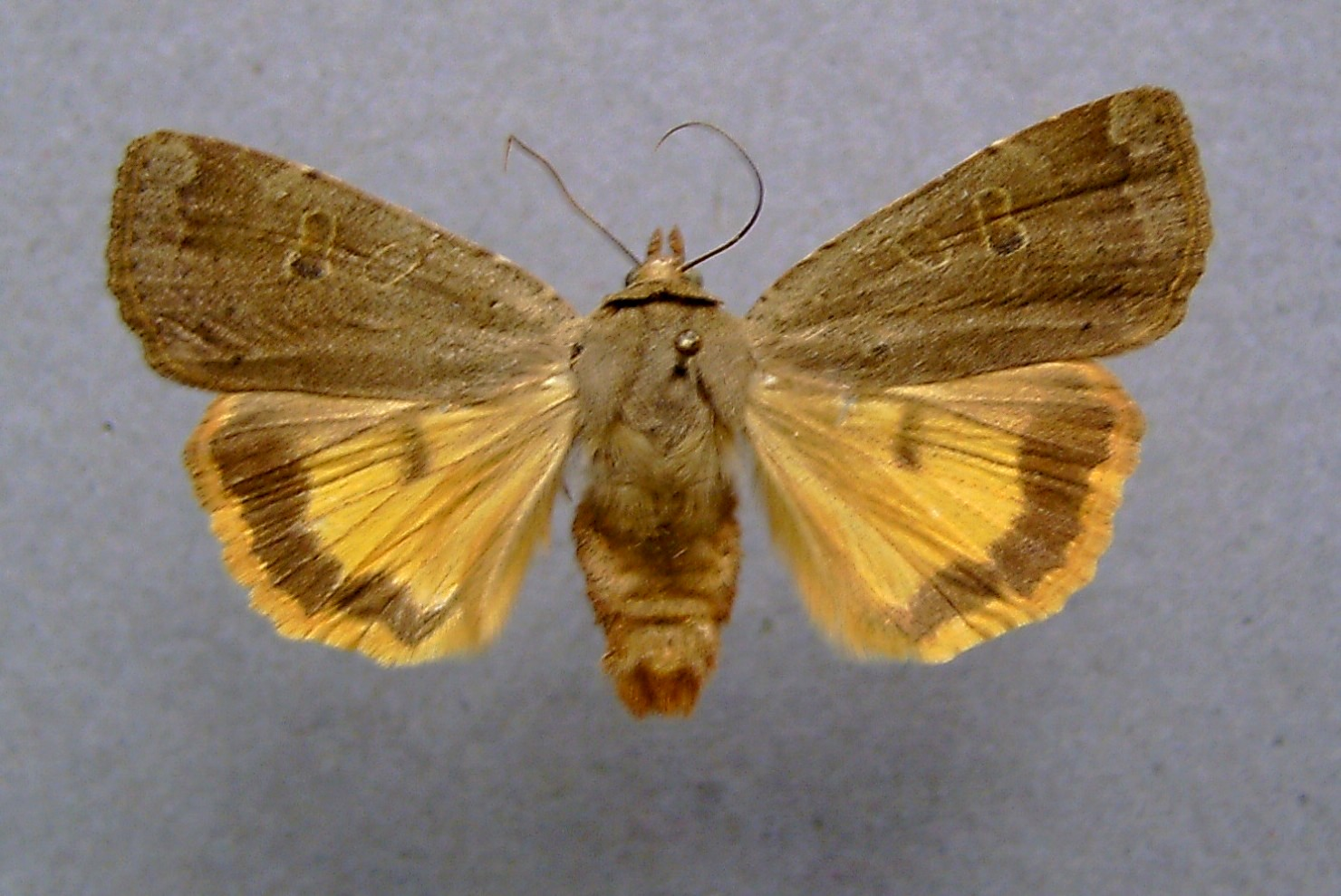

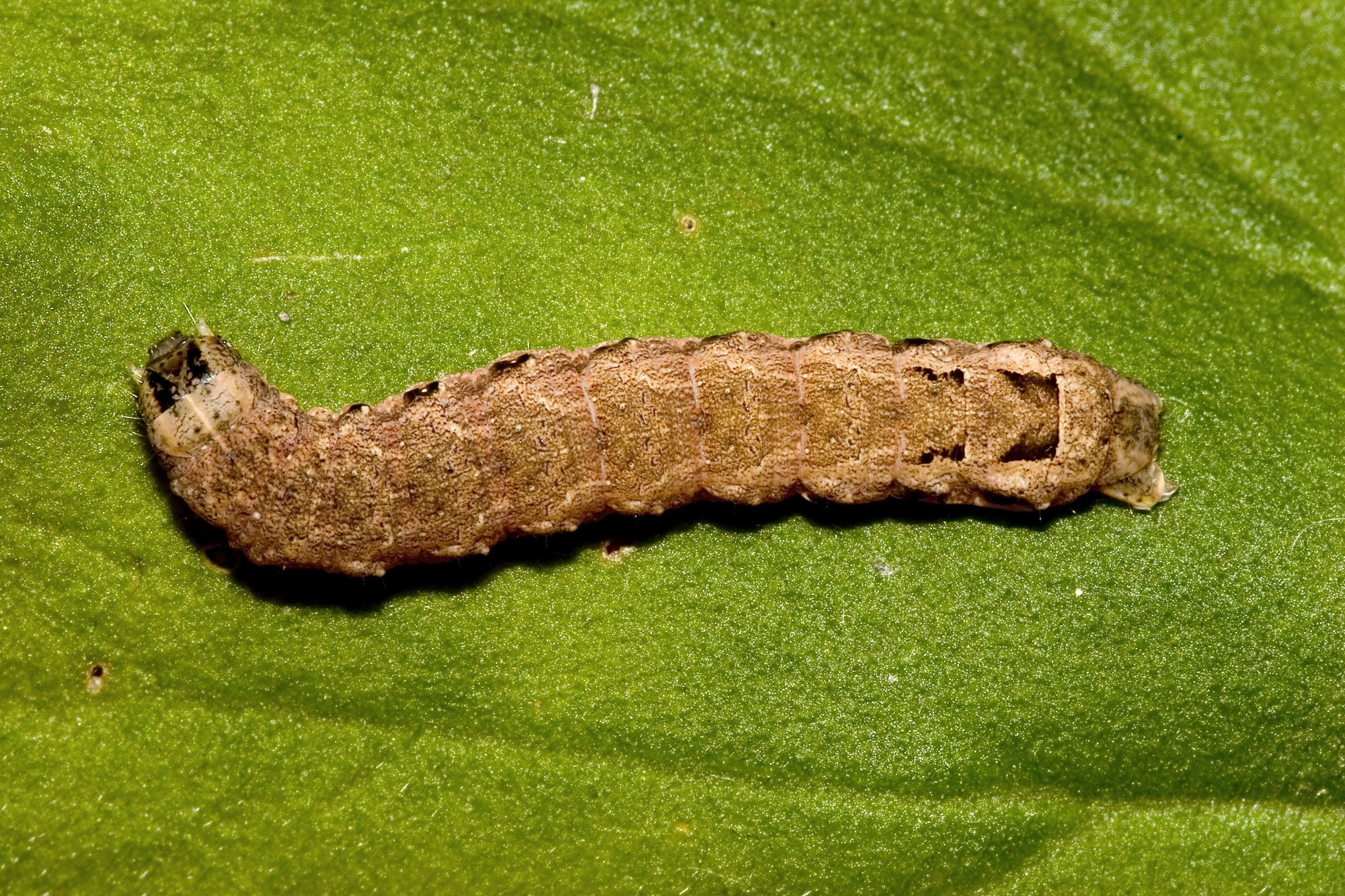
Гусеница позднего возраста

Размах крыльев 35—50 мм.

## Ареал и местообитание
Ареал вида простирается на территории Европы, кроме её севера, на территории Северной Африки, Кавказа, Закавказья, Малой и Передней Азии. На Украине распространена в Лесостепи, Степи и Крыму, локально в Карпатах. 
Была интродуцирована в Британской Колумбии в 1982 году.
Встречается на лугах, по опушкам лесов, в степи, балках, парках и садах. 

## Время лёта
Период лёта бабочек в июне и после диапаузы с августа по октябрь. За год развивается одно поколение.

## Гусеницы
Кормовые растения гусениц: щавель, первоцвет, фиалки, салат, овсяница, подорожник и многие другие.